# Оверхаузеров ефекат
Оверхаузеров ефекат је пренос спинске поларизације са једне спинске популације на другу. Ефекат је добио име по америчком физичару Алберту Оверхаузеру који је ефекат предвидео у раним 1950-им. Ефекат су експериментално потврдили 1953. Ч. П. Слихтер и Т. Р. Карвер. Оригинално ефекат се односио на међуделовање електронских и нуклеарних спинова. Међутим, највећу примену је нашао у размени поларизације међу нуклеарним спиновима што је данас познато као нуклеарни Оверхаузеров ефекат (НОЕ). НОЕ представља један од кључних елемената при одређивању структуре макромолекула нуклеарном магнетном резонанцијом. 
НОЕ се разликује од спинског спрезања јер се НОЕ одиграва кроз простор, а не кроз хемијске везе. Дакле, сви блиски атоми показују НОЕ, док се спинско спрезање опажа тек када су атоми хемијски везани. 